# Gripa tip A(H1N1)

Simptome ale gripei porcine:
1: Sistemice (febră); 2: Psihologice (letargie, inapetență); 3: Rino-faringiene (rinoree, dureri de gât); 4: Respiratorii (tuse); 5: Gastrice (greață, vomă); 6: Intestinale (diaree)

Constituția genetică a virusului gripal H1N1

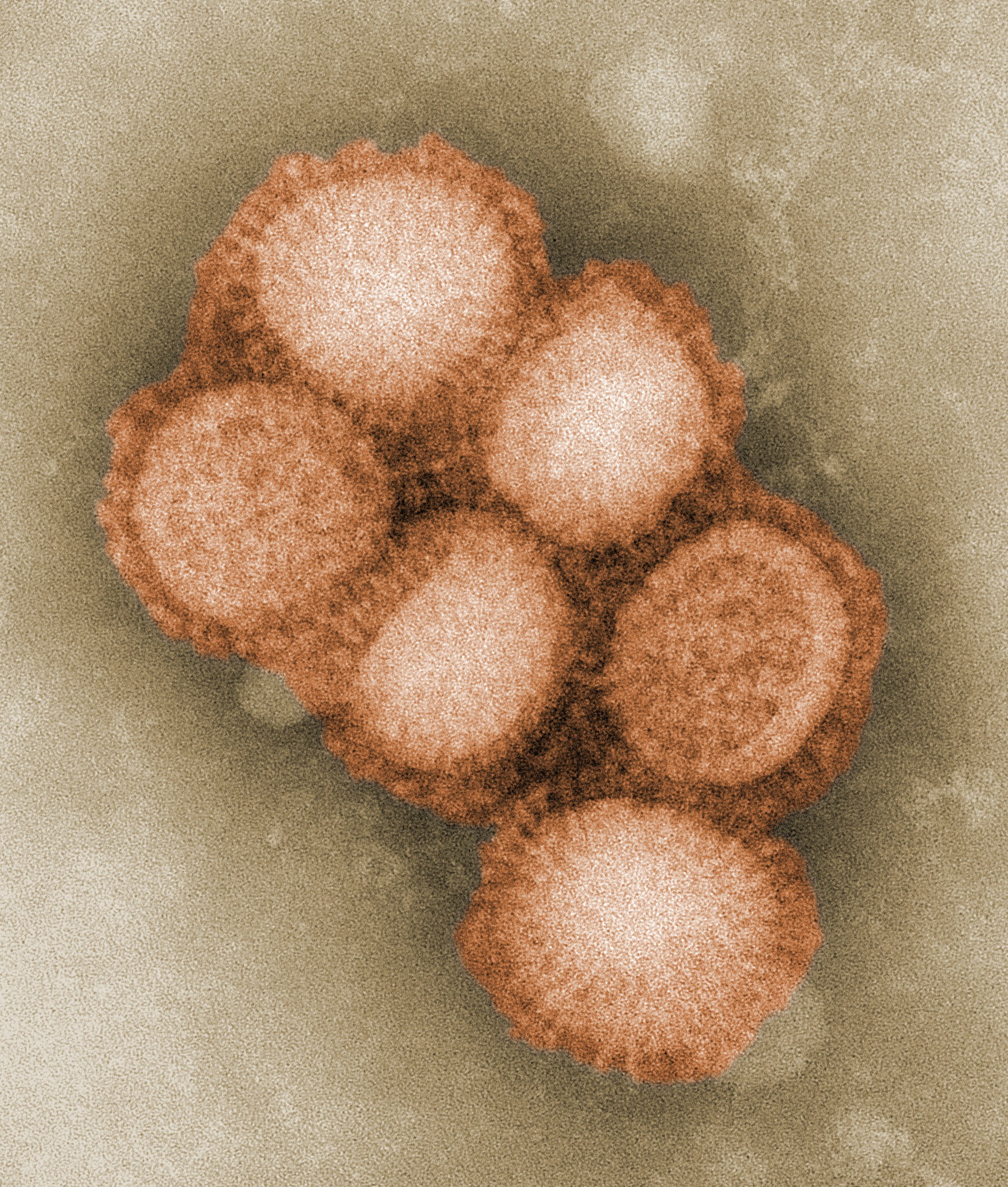
Imaginea virusului gripal H1N1. Sursa: CDC

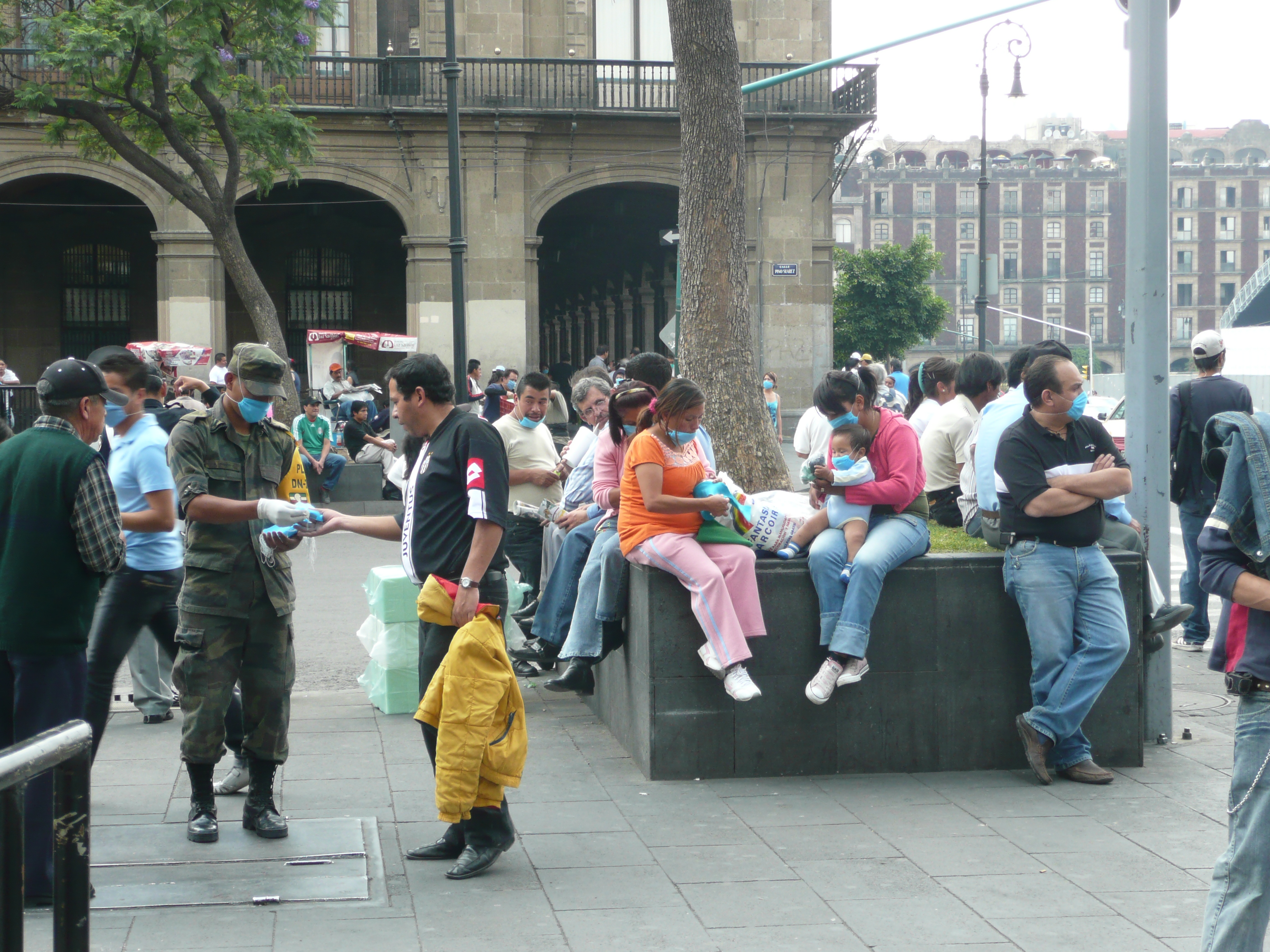
Soldat Mexican împarte măști de protecție

Gripa tip A(H1N1), numită și gripa porcină, gripa mexicană, sau gripa nord-americană, este o boală provocată de virusul gripei A subtip H1N1 care a izbucnit în Mexic în luna aprilie 2009 și a evoluat ca o pandemie, răspândindu-se în întreaga lume. Deși a fost o boală gripală ușoară și cu mortalitate relativ scăzută, de la declanșarea sa în aprilie 2009 și până în august 2010, pandemia a provocat între 150.000 și 575.000 de decese în lume.
Alături de informațiile și îndrumările de educație sanitară benefice, mass-media a declanșat și o panică globală, cu rezultate nefaste, transformând această pandemie în cea mai mediatizată epidemie de gripă din istorie. La data de 10 august 2010, Organizația Mondială a Sănătății (OMS) a proclamat sfârșitul pandemiei de gripă cu virus A/H1N1 și începutul perioadei post-pandemice. 

Cazuri confirmate cu decedați
Cazuri confirmate
Cazuri suspecte neconfirmate
Vezi și: Hartă online cu răspândirea gripei, [http://maps.google.com/maps/ms?ie=UTF8&hl=en&source=embed&msa=0&msid=109496610648025582911.0004686892fbefe515012&ll=53.14677,0.878906&spn=10.248613,19.775391&z=6 H1N1 Hartă live

     Cazuri confirmate cu decedați
     Cazuri confirmate
     Cazuri suspecte neconfirmate

## Manifestări clinice ale bolii
Zeci de state din întreaga lume au izolat la bolnavii de gripă infectați cu virusul A(H1N1). Oficialitățile medicale au raportat o boală gripală relativ ușoară, cu febră moderată, curbatură și afectarea organelor respiratorii superioare (naso-faringelui), mai rar cu exprimări gastro-enterice, cu rare tendințe de complicații.
Letalitatea - în general, prin insuficiență respiratorie acută - a intervenit la persoanele compromise imunitar, stresate, cu rezistența slăbită succesiv unor boli cronice, etc., dar, spre deosebire de celelalte gripe sezoniere, grupa de risc a cuprins și tineret, femei gravide și  persoane cu sindrom metabolic, obezitate.
Din teama de o posibilă schimbare a edificiului antigenic viral, în 11 iunie 2009 OMS a decis ridicarea gradului de pandemie la nivelul maxim de 6, ceea ce însemna că pandemia este inevitabilă.
Datele centralizate de la sfârșitul lunii decembrie 2009 indicau apariția unor tulpini virale cu mutația H274Y, care le conferă rezistență față de tratamentul antiviral cu oseltamivir.

### Asemănări între pandemia de gripă AH1N1 și gripa spaniolă
Odata cu apariția bolii, lumea a început să se gândească la pandemia din 1918 de la sfârșitul primului război mondial. Această pandemie a cauzat moartea a 100 de milioane de oamenii fiind considerată cea mai devastatoare pandemie din istorie.
Asemănarea cea mai importantă dintre gripa AH1N1 și gripa spaniolă (tot un virus H1N1 ,dar aviar) este că afectează mai mult tinerii (5-35 ani) decât bătrânii.

## Epidemiologie

### Sursa de infecție
Rezervorul de virus: Deși de origine porcină, nu s-au descris în anul 2009 cazuri de transmitere directă de la porc la om. Toate cazurile anchetate și raportate au fost intra-umane.
Peridiocitate sezonieră: De regulă, sezonul gripal începe toamna și se încheie primăvara. Epidemia de gripă din 2009 s-a declanșat, conform comunicatului mexican la OMS, la 18 martie, și nu se știe când va atinge apogeul. Sistemul sanitar mexican a funcționat cu o eficiență parțială: dintre cele 63 de cazuri mortale declarate inițial, nu s-a putut stabili cu precizie în toate cazurile dacă decesul a survenit în urma acestei gripe. Anchetele epidemiologice nu au izbutit să stabilească sursa infecției, și nici când a izbucnit epidemia (când au apărut primele cazuri) și cu ce amploare.

### Calea de transmitere
Vectorul de răspândire principal al virusului a fost omul, nu animalele sau păsările. Răspândirea virusului a fost favorizată de circulația mare a persoanelor la nivel planetar, în particular cu avionul (turism, călătorii de afaceri etc.). În afară de vehicularea rapidă a purtătorilor de virus la mari distanțe, în avioane aerul este reciclat, climatizat și păstrat la condițiile normale de presiune, fiind filtrat de particule supra micronice, filtrare care este ineficientă pentru o parte dintre microbi și pentru toate virusurile. Aceste condiții înlesnesc transmiterea de virusuri de la un pasager purtător, la mai mulți călători, multiplicând astfel sursele de infecție până la destinație.
Fenomenul de aisberg, caracteristic bolilor infecțioase cu mortalitate de sub 100 %, constă în faptul că doar o parte din populația infectată prezintă boala manifestă clinic. Există și purtători sănătoși de virus, care nu fac boala, dar care pot transmite infecția. Deoarece încă nu s-au făcut cercetări pe eșantioane de populație, procentul de purtători sănătoși este necunoscut. Cu cât procentul de populație rezistentă/imună este mai mare, cu atât scade amploarea epidemiei (efectul de cohortă).

### Receptivitatea
Grupa de vârstă: Grupa uzuală de risc la gripele obișnuite, în funcție de vârstă, cuprinde grupele extreme: copiii mici și populația trecută de 60 de ani. Actuala epidemie ocolește aceaste grupe, afectând cu predilecție populația de sub 40 de ani.
Stările asociate, care induc un risc crescut față de boală și complicații (inclusiv deces), includ: sarcina și lăuzia, obezitatea, boli metabolice (diabet zaharat, sindrom metabolic, etc.), boli ale sistemului imunitar și alte boli cronice (respiratorii, cardiace etc.).

## Pandemia în lume

### Începutul epidemiei
Guvernul mexican a raportat Organizției Mondiale a Sănătății la 23 aprilie 2009 despre trei incidente separate: 
- În Ciudad de México (capitala) a apărut o serie de cazuri de viroză pulmonară și a căilor respiratorii superioare începând de la data de 18 martie. Numărul de cazuri a crescut permanent ajungând la 854, dintre care, 59 decese.
- În San Luis Potosi, în centrul Mexicului, 24 de cazuri, cu opt decese.
- În Mexicali, la granița cu Statele Unite, 4 cazuri, fără mortalitate.

Dintre probele de laborator trimise la analiză în Canada, 18 au fost găsite pozitive la virusul gripal porcin A/H1N1, 12 dintre ele fiind identice genetic cu tulpini virale provenite din California.

### Repere cronologice ale pandemiei de gripă în anul 2009
- 18 martie: prima apariție a gripei de tip A/H1N1 în orașul Mexico (Ciudad de México).  Anchete epidemiologice consideră că boala a putut apărea încă din ianuarie.
- 28 martie: primul bolnav de gripă confirmat, Edgar Hernandes (4 ani).
- 6 aprilie: primul focar epidemic, în orașul mexican La Gloria.
- 14 aprilie: Mexico - primul caz mortal, o pacientă cu boli cronice.
- 17 aprilie: primele două cazuri izolate în USA-California (doi copii).
- 26 aprilie: Statele Unite (engleză U.S. Department of Health & Human Services) declară stare de urgență față de un virus cu potențial patogenic necunoscut și îngrijorător.
- 1 mai: virusul gripei ajunge în Asia (Hong-Kong).
- 3 mai: OMS declară că se așteaptă la o pandemie cu circa două miliarde de îmbolnăviri. Secretara americană de Stat pentru Sănătate declanșază „goana după vaccin”.
- 27 mai 2009: primul caz confirmat în România la o femeie de 30 de ani venită de la New York pe 23 mai.
- 11 iunie: OMS declară starea de pandemie.
- 22 iulie: primele experimentări ale vaccinului pe oameni (voluntari).
- 10 septembrie: cercetătorii conclud că o singură doză de vaccin va fi suficientă pentru o rezistență durabilă a majorității populației (cu excepția femeilor gravide și a altor situații speciale).
- 16 septembrie: OMS și FDA aprobă folosirea vaccinului.
- 26 noiembrie: demarează campania națională de vaccinare în România, cu vaccin produs de Institutul Cantacuzino, conform recomandărilor OMS și deciziei UE[8].

### Pandemia în Europa
Din țările europene au fost raportate oficial, următoarele date referitoare la gripa A/H1N1:
Situația în data: 21 octombrie 2009
| Țară                                                  | Persoane îmbolnăvite | Decese |
| ----------------------------------------------------- | -------------------- | ------ |
| Albania                                               | 3                    | 0      |
| Austria                                               | 4500                 | 120    |
| Belgia                                                | 126                  | 5      |
| Ucraina                                               | 3.000.000            | 210    |
| Regatul Unit al Marii Britanii și al Irlandei de Nord | 21.159               | 114    |
| Germania                                              | 4.445                | 2      |
| Spania                                                | 16.538               | 45     |
| Franța                                                | 11.628               | 32     |
| Italia                                                | 31.618               | 46     |
| Grecia                                                | 6.520                | 3      |
| Suedia                                                | 4.453                | 2      |
| Norvegia                                              | 2.399                | 7      |
| Elveția                                               | 2.397                | 0      |
| Olanda                                                | 2.364                | 4      |
| Cipru                                                 | 297                  | 0      |
| Irlanda                                               | 1.276                | 5      |
| Portugalia                                            | 1.248                | 3      |
| Danemarca                                             | 1.213                | 0      |
| România                                               | 5.990                | 82     |
| Finlanda                                              | 176                  | 0      |
| Malta                                                 | 123                  | 3      |
| Serbia                                                | 115                  | 0      |
| Slovenia                                              | 115                  | 0      |
| Ungaria                                               | 2.077                | 4      |
| Polonia                                               | 2.071                | 0      |
| Cehia                                                 | 66                   | 0      |
| Luxemburg                                             | 52                   | 1      |
| Croația                                               | 50                   | 0      |
| Slovacia                                              | 47                   | 0      |
| Islanda                                               | 46                   | 1      |
| Estonia                                               | 39                   | 0      |
| Bulgaria                                              | 100.000              | 7      |
| Rusia                                                 | 28                   | 0      |
| Letonia                                               | 18                   | 0      |
| Muntenegru                                            | 18                   | 0      |
| Lituania                                              | 15                   | 0      |
| Macedonia                                             | 14                   | 0      |
| Kazahstan                                             | 13                   | 0      |
| Georgia                                               | 3                    | 0      |
| Bosnia și Herzegovina                                 | 2                    | 0      |
| Andorra                                               | 1                    | 0      |
| Kosovo                                                | 1                    | 0      |
| Monaco                                                | 1                    | 0      |
| Republica Moldova                                     | 2500                 | 25     |

### Pandemia în România
Primul caz confirmat de gripa A (H1N1) în România a fost confirmată pe 27 mai 2009 la o femeie de 30 de ani venită de la New York pe 23 mai, dupa ce a făcut escala la Paris.
Conform directorului „Institutului Matei Balș”, Adrian Streinu-Cercel, Femeia avea o formă ușoară de boală și nu mai prezintă acum riscul de a răspândi virusul.
Pe baza morbidității (indexul de îmbolnăvire a populației) posibile spre finele anului 2009, Ministerul Sănătății din România estimează un număr de circa 2200–2400 decese, majoritatea sub vârsta de 40 de ani, respectiv cam un deces la 10.000 de locuitori (estimările mai sumbre multiplică acest număr cu 10). Această mortalitate este egală sau inferioară celei provocate de gripele din ultima decadă.

### Analiza structurii genetice virale
Indiciile inițiale sunt mai mult estimări, provenite din studierea structurii genetice a virusului și prin comparația cu informațiile deținute cu privire la alte virusuri gripale cunoscute.
Vor trece săptămâni sau chiar luni până la o analiză biologică solidă, care să descopere potențialul virusului H1N1.
Ceea ce ne arată acest început de epidemie este dificultatea de a prezice potențialul pandemic al tulpinilor gripale noi. 
În curând, Wellcome Trust Sanger Institute din Cambridge va începe secvențierea genetică a virusului și va monitoriza orice mutație sau schimbare cu potențial agresiv.
Însă, există un aspect, care aduce o rază de speranță în privința potențialului pandemic al virusului H1N1.
Acesta constă în faptul că, până acum, nu s-a descoperit nimic neobișnuit în nucleoproteina virusului, numită NS1, care este legată de puterea răspunsului imun pe care-l produce virusul.
În cazul unor virusuri patogene, proteina NS1 inițiază o furtună a citokinelor, o reacție imună severă, ce poate fi fatală chiar și pentru persoanele tinere și sănătoase.

### Previziuni
Morbiditatea (proporția în care produce îmbolnăviri) crescută a actualului virus A/H1N1, mai mare decât în cazul lui H5N1 i-a îngrijorat pe virusologi și pe epidemiologi, în special din cauza posibilității teoretice, deși cu șanse extrem de scăzute, ca H1N1 să se combine cu H5N1, rezultând un super-virus, care să se răspândească cu ușurință de la om la om. Virusul H5N1 este raportat și studiat de aproape zece ani și până acum nu s-a demonstrat că s-a combinat cu alte virusuri gripale. Această teamă a fost preluată de presă și transformată în panică. Sensibilizate de epidemiile de gripă anuale și pandemiile frecvente, oficialitățile au reacționat la noul pericol - în majoritatea statelor - sub presiunea acestei panici mediatice și mai puțin conform indicațiilor profesioniștilor.
În SUA, 200.000 de oameni sunt spitalizați anual cu afecțiuni gripale, cu o mortalitate de aproximativ 36.000 de cazuri. Global, într-un an pandemic, morbiditatea cu diverse forme ale gripei sezonale este de circa 90 de milioane de cazuri, 865.000  spitalizări și o mortalitate de circa 209.000.
În anul 1976, în SUA, în urma unui singur caz suspect de gripă porcină, soldat cu decesul victimei, 40 de milioane de americani au fost inoculați cu vaccin antigripal, unii murind din cauza vaccinului.
În anul 2003, virusologul Robert Webster a publicat în „American Scientist” un articol intitulat „Lumea se află în pragul unei pandemii care ar putea ucide o mare parte a populației umane” (în engleză : "The world is teetering on the edge of a pandemic that could kill a large fraction of the human population"). Această „pandemie” apocaliptică s-a soldat cu 421 de cazuri confirmate de infectare cu H5N1, din care 257 de decese.

## Efectele nefaste ale panicii de proveniență mediatică

### Efecte economice
Impactul panicii de proveniență mediatică a fost destructiv pentru economia mexicană. Turismul mexican, una dintre principalele surse de venit a scăzut cu 80 %. De asemenea turismul spre Statele Unite a scăzut cu peste 50 % și spre Canada, cu peste 40 %. Și turismul european a avut de suferit, dar o apreciere cantitativă este dificilă, datorită suprapunerii peste criza economică.
Oficialitățile egiptene au folosit ocazia pentru a eutanasia porcii - principala sursă de carne a  minorității creștine-copte, eradicând total populația porcină a copților, circa 250.000 de capete, fără a plăti despăgubiri.

### Acțiuni riscante ale populației
Conform unor surse, unii părinți din Marea Britanie au organizat așa-numite „petreceri de gripă porcină”, unde își duceau copiii în apropierea persoanelor afectate de gripa pandemică în speranța că copiii se vor infecta de boală dobandind imunitate naturală înainte ca virusul să se transforme printr-o mutație într-unul mai periculos. Această acțiune a fost considerată foarte riscantă de autoritățile sanitare britanice.

### Măsuri de depistare în aeroporturi
Deoarece principala cale de răspândire a bolii este călătoria cu avionul, aeroporturile din lume au fost dotate cu puncte/cabinete medicale de detectare a gripei, bazate pe declarația voluntară a pasagerului asupra unei presupuse simptomatologii. Criterii mai obiective, bazate pe tehnologia de detecție în infraroșu, au fost introduse în aeroporturile israeliene. Este vorba de o cameră video sensibilă la razele de căldură (infraroșii), concepută de OPGAL Optronic Ind. din Karmiel, Israel (engleză IR-Infrared Cameras Technology), care alertează la trecerea pasagerilor cu temperatura feței de peste 340C - temperatura normală a feței omului sănătos - indicând în direct pe pasagerii febrili. Metoda este limitată la detectarea febrei, care poate avea și alte cauze, în afara gripei A (H1N1), și este total ineficientă față de purtătorii sănătoși de virus A (H1N1).

### Posibilități de conspirație
Producția cantitativă a vaccinului anti-viral de tip A(H1N1) - specific sau în „coctail” cu alte vaccinuri antivirale de mare răspândire - este asigurată de concerne globale de producători de medicamente. Spaima unanimă a populației, bine întreținută mediatic ("Swine flu crisis - H1N1 virus out of control". "Cherie Blair, wife of ex-PM Tony Blair 'has swine flu'". "Experts fear - WHO warning: Killer virus can't be stopped!", etc.) a obligat guvernele din mai toată lumea (unele mai devreme, altele mai târziu) să supraliciteze pentru cumpărarea de sute de milioane de doze de vaccin, încă înainte de terminarea testelor de siguranță și de primirea aprobărilor instituțiilor de control.
Dr. Wolfgang Wodarg, specialist în boli pulmonare, igienă și sănătate publică, și conducătorul Comisiei de Sănătate a Parlamentului German și a Uniunii Europene, a declarat că vaccinul preparat și testat de concernul Novartis în Germania „este inoculat cu un ac foarte fierbinte” (engleză "with a very hot needle"). Mediul de cultură al virusului vaccinal conține celule animale canceroase care, în afară de riscul de șoc anafilactic (alergic) ar putea provoca și focare metastatice (canceroase).
Dr. Johannes Löwer, președintele Institutului Paul Ehrlich semnalizează și el că respectivul vaccin anti-gripal poate fi mai periculos decât gripa.
După dr. Wodarg, panica populației de o pandemie gripală este o „orchestrație mediatică”, „o afacere excelentă pentru industria farmaceutică” (engleză people’s fear of the pandemic as an "orchestration": "It is great business for the pharmaceutical industry") (în Neuen Presse).

### Goana după vaccin
Presiunea panicardă mediatică și-a spus cuvântul și goana după asigurarea opțiilor de procurare a unui vaccin a început. Specialiștii au fost acționați să se intereseze pe lângă marii producători în privința stadiului de experiențe pe viu/aprobarea dării în folosință, termenului de livrare a cantităților necesare, caltății/proprietăților vaccinului.

## Vaccinul specific

### Stadiile producției de vaccin
Stadiului producerii de vaccin, valabil la 14 august 2009.
1. Sanofi Pasteur, Lyon, Franța
Situația actuală: A început experimentarea pe viu în Statele Unite pe 2 000 de voluntari.
Aprobarea este prevăzută pentru octombrie.
Statele care au achiziționat vaccinul (declarate de societate): mai multe, printre care Franța și Statele Unite.
2. Baxter, Statele Unite - Illinois
Situația actuală: A început experimentarea pe viu pe 5 000 de voluntari din țări diferite.
Aprobarea este prevăzută pentru octombrie.
Statele care au achizitionat vaccinul: mai multe, printre care Britania, Irlanda (7.5 milioane de doze), Noua Zeelandă.
3. Glaxo Smith Kline, Brentford, Middlesex, Anglia.
Situația actuală: A început experimentarea pe viu.
GSK se obligă să iasă pe piață în septembrie (!)
Peste 50 de state au achiziționat 291 milioane de doze de vaccin. Statele Unite au cumpărat vaccin în valoare de 250 milioane $.
4. CSL Biotherapies, Melbourne, Australia.
Situația actuală: A început experimentarea pe viu încă din luna iulie și a obținut rezultate pe grupe mici.
Aprobarea este prevăzută pentru octombrie.
Statele care au achiziționat vaccinul: Societatea a refuzat să comunice.
5. Novartis, Basel, Elveția.
Situația actuală: A început experimentarea pe viu.
Aprobarea este prevăzută pentru octombrie.
Statele care au achiziționat vaccinul: 35 de state, printre care Statele Unite (979 milioane $), Franța, Elveția, Marea Britanie, Germania, Canada, Australia și Olanda.
6. Vaxine, Adelaide, Australia
Situația actuală: A început experimentarea pe viu (a obținut rezultate pe grupe mici) în iulie.
Aprobarea este prevăzută pentru octombrie.
Statele care au achiziționat vaccinul: Societatea a refuzat să comunice.
7. Altele: 
India: Trei societăți indiene vor începe experiențele pe viu la începutul anului 2010.
Israel: Societatea de cercetări biologice Bionevacs, Nes Ționa, Israel pregătește un vaccin unic, valabil pe viață, pentru toate formele de gripă, testele clinice vor începe peste 2-3 ani.
La 30 octombrie 2009, OMS informează că rezultatele studiilor clinice efectuate până la această dată sugerează că vaccinurile pandemice au același profil de siguranță și efecte secundare ca și vaccinurile pentru gripa sezonieră.

### Aprobarea vaccinurilor pentru uz uman
La 16 septembrie 2009 FDA - Administrația Americană de Aprobare a Alimentelor și Medicamentelor (engleză Food and Drug Administration) a anunțat că a aprobat spre folosire pentru uz uman următoarele vaccinuri antigripale:
-AFLURIA - CSL Limited (Afluria);
-Fluarix - GlaxoSmithKline Biologicals;
-FluLaval - ID Biomedical Corp. of Quebec;
-FluMist - MedImmune, LLC;
-Fluvirin - Novartis Vaccines and Diagnostics Ltd.;
-Fluzone - Sanofi Pasteur, Inc.
Rezultatele testării vacinului pe voluntari în Anglia (Novartis) și Australia au demonstrat că o singură doză de vaccin este suficientă pentru obținerea unei imunități eficiente și durabile. O.M.S. consideră că și alte vaccinuri vor da rezultate asemănătoare.

## Vaccinul antigripal în România

### Declarația Ministerului Sănătății din 12.08.2009
Institutul Național de Cercetare și Dezvoltare Cantacuzino a primit de la institutul de profil din Marea Britanie două variante ale virusului gripal implicat în actuala pandemie și, în momentul de față, se găsește în etapa studiilor preclinice, urmând ca, în perioada următoare, să desfășoare activitățile specifice studiilor clinice și, bineînțeles, controlul de calitate al acestui vaccin. Există în acest sens proceduri standard. Autorizarea punerii pe piață se va face conform procedurilor aprobate de EMEA.
Până la sfârșitul anului, Institutul Cantacuzino va produce o cantitate de 5 milioane de doze, pentru care Guvernul a alocat o sumă consistentă, de peste 21 de milioane lei.
Campania de vaccinare a populației se va desfășura concomitent cu finalizarea producției de vaccin și în conformitate cu recomandările OMS și ale Centrului European de Control al Bolilor Transmisibile – acoperirea unui procent de 20% din populație.
Vor fi ierarhizate persoanele care urmeaza să fie vaccinate, în funcție de riscul de a contracta boala, de a face complicații și de a transmite boala mai departe – de ex. persoanele din serviciile medicale și din alte servicii publice vor fi primele vizate, conform protocoalelor.  Sursa: Conf. dr. Alexandru Rafila, comunicator - Comunicat de presa al Ministerului Sănătății - 12.08.2009
Comisia de boli infecțioase a Ministerului Sănătății, (președinte - prof. dr. Adrian Streinu Cercel – București) a numit un Consiliu Naținal de Combatere a Pandemiei. Cei patru comunicatori, membri ai Comitetului de coordonare și acțiune a Ministerului, care au fost desemnați să exprime poziția oficială a Ministerului Sănătății în legătură cu măsurile luate și eventuale evoluții ale noii gripe în Romania sunt: dr. Gheza Molnar, consilier al ministrului, dr. Alexandru Rafila, consilier al ministrului, dr. Adriana Pistol, șeful Centrului Național pentru Prevenirea și Controlul Bolilor Transmisibile din Institutul de Sănătate Publică București și prof. dr. Adrian Streinu Cercel, managerul Institutului Național de Boli Infecțioase „Matei Balș”. Aceștia pot fi contactați prin intermediul biroului de presă al Ministerului Sănătății.

### Campania de vaccinare în România
La 26 noiembrie 2009 Ministerul Sănătății din România a comunicat că demarează campania de vaccinare impotriva virusului A/H1N1. Vaccinul folosit, «Cantgrip», produs de Institutul Cantacuzino din București, folosește un virus viu, inactivat, splitat, fără adjuvant, crescut - ca substrat - pe ouă embrionate, cu o concentrație de HA (hemaglutinină) pe doză de 15 μg (A/California/07/09).
Într-o primă fază a fost vaccinat personalul din prima linie, respectiv cel medico-sanitar și cel care asigură securitatea națională și locală, ulterior distribuindu-se vaccin și pentru imunizarea persoanelor din celelalte categorii de risc (elevi de liceu, studenți, persoane peste 65 de ani și bolnavi cronici).
Vaccinul a fost distribuit în rețeaua de medicină de familie și medicină școlară în cursul lunii decembrie 2009.

## Perioada post-pandemică
La data de 10 august 2010, Organizația Mondială a Sănătății (OMS) a proclamat sfârșitul pandemiei de gripă cu virus A/H1N1 și începutul perioadei post-pandemice. Această perioadă post-pandemică este caracterizată de posibile cazuri de boală izolate și izbucniri locale în cadrul unei populații imunizate, parțial, prin vaccinare (indusă) și parțial (în medie, între 20% și 40% din populație), prin venirea în contact cu virusul pe cale naturală. Astfel de izbucniri, localizate în urma intervenției organizațiilor santare locale, au avut loc în India și Noua Zeelandă. La nivel global, după datele OMS nu au fost comunicate alte izbuncniri post-sezonale, deși s-au raportat cazuri de gripă tip A/H1N1 în asociație cu alte boli gripale, în cadrul unor epidemii sezoniere.

## Mic dicționar medical
- Epidemie = Extinderea unei boli contagioase într-un timp scurt, prin contaminare, la un număr mare de persoane dintr-o localitate, regiune.
- Pandemie = Epidemie răspândită pe teritorii foarte întinse într-o țară, în mai multe țări sau continente.
- Hemaglutinină = Substanță din sânge sau din componența unor virusuri sau din țesuturile infectate cu unele virusuri, capabilă să realizeze agregarea hematiilor.
- Neuraminidază = Cea de-a doua glicoproteină importantă de la suprafața virusului gripal. Ea determină liza legăturilor acidului neuraminic din mucusul tractului respirator, favorizând astfel atașarea virusului.
- Citokine = Mici proteine secretate de diferite tipuri de celule, care au o acțiune regulatoare și stimulatoare în numeroase sisteme, între care și cel imunitar.